# Michèle Demys
Michèle Demys (ur. 16 września 1943 w Orsay) – francuska lekkoatletka, która specjalizowała się w rzucie oszczepem.
W roku 1964 uczestniczyła w igrzyskach olimpijskich w Tokio, gdzie z wynikiem 47,25 zajęła 10. miejsce. Wicemistrzyni uniwersjady w 1965 i brązowa medalistka z 1967. W 1964 trzykrotnie biła rekord Francji w rzucie oszczepem (od 46,89 do 52,88). Pięć razy stawała na najwyższym stopniu podium mistrzostw kraju. Rekord życiowy: 52,88 (6 września 1964, Wersal).